# Setora
Setora (в 2005—2008 и 2016—2017 годах именовавшаяся SeTanho, также встречается написание Se*Tanho, Se’Tanho, Se★Tanho, Setora Tanho) — узбекская поп группа, основанная 1 марта 1998 года одноклассницами Камилой Хаджаевой (узб. Komila Xo‘jayeva), Лайло Галиевой (узб. Laylo Galiyeva) и Ферузой Латиповой (узб. Feruza Latipova). Исполняет песни на узбекском, русском, таджикском и персидском языках. Различный состав певиц, выступавших как трио «Сетора» после потери первоначальным составом своего имени, так и не стал популярным, чем и объясняется присвоение Лайло, Камиле и Ферузе произвища «легендарной» группы Сетора.
Наиболее популярными хитами стали песни группы «Sen borsan» (Ты есть), «Ohim» (Мои страдания), «Ajdodlar ruhi» (Дух предков), «Eshitmaydi» (Не слышит), «Xayr maktabim» (Прощай, школа), «O‘zbegim» (Мой узбекский народ). Своей популярности группа во многом обязана композиторам Руслану Шарипову (Ruslan Sharipov), Тахиру Садыкову (Tohir Sodiqov), Шахноз (Shaxnoz), Талибу Кулиеву (Tolib Kuliev), Вакифу Закирову, Виталию Златареву. Клипы группе снимали такие знаменитые режиссеры как Дима Коробкин, Alex Studio, Баходыр Юлдашев (Bahodir Yo’ldoshev), DJ Piligrim.
В 2005 году группа расторгает контракт со звукозаписывающей студией «Tarona Records», с которой группа сотрудничала с момента своего основания, и сменила свое имя на «SeTanho». В своем новом обличии группа выпускает альбом «Number 1», снимает несколько клипов, однако вскоре распадается. Причиной распада группы стало желание Лайло попробовать себя в сольном поприще, что воспринимается подружками тяжело. Тем не менее, даже после трехлетней деятельности (2005—2008) как «СеТанхо», группа продолжает выпускать песни еще некоторое время, такие как «Ne bo’lsa ham» (в дуэтном исполнении Ферузы и Камилы).
В 2016 году группа объявила о своем желании вернуться на сцену, но уже как дуэт с участием Камилы и Лайло. C 2018 группа начала выступать со своим прежним именем Сетора.

## История «легендарной» Сеторы
Первый состав группы родился 1 марта 1998 года, когда они выпустили свою первую песню «Sevgi qaydasan». Название группы в переводе с таджикского означает «три струны», а в переводе с персидского «звезда». Название группы девушки придумали сами, хотя многие на то время были против такого наименования. Однако, «эксклюзивное право на обладание» брендом «Setora» они оставили за компанией Тарона Рекордз, чем и объясняется смена названия группы в последующем на «SeTanho». В начале своего существования группе приходилось очень нелегко с записью песен и организацией. Продюсером группы на момент основания становится менеджер тогда существовавшей группы «Sideriz» («Сидериз») Мансур Ташматов. Однако, как говорят сами девушки, «он их не смог раскрыть». Все меняется, когда они начинают работать вместе с компанией «Tarona Records», которая в то время называлась «Ричмонд Шоу». Именно со совместной работой с компанией связан наиболее успешный этап деятельности группы. Именно Тароне Рекордз группа обязана выходом в свет своего первого альбома «Ohim», вышедшим в продажу летом 1999 года.
В поддержку своего первого альбома, «Сетора» отправляется в свое первое турне по стране, результатом которых стало 46 сольных концерта. Во всех городах начинающая группа собирает забитые залы и стадионы желающих посмотреть на них. В завершении своего турне группа дает два сольных концерта в Ташкенте, прошедшие с аншлагом в киноконцертном зале «Панорамный». Такие песни группы, как «Yonma», «Ohim», «Yo’q demagin» попадают в топ узбекских хит-парадов.
Год спустя на свет выходит другой альбом группы под названием «Sen Borsan» во главе с одноименной композицией. «Qarama», «Vofodoring», «Yolg’izlik», «Ona», «Sen Borsan» и «Где-то далеко», вошедшие в альбом, еще долго держатся на вершине большинства хит-парадах. Последний видео клип активно вещали на центральном российском телеканале «ТВ-6». Альбом «Sen borsan» становится самым продаваемым по итогам продаж. После, в продажу поступил новый, третий по счету, альбом группы с одноименным хитом «Qora». Как и следовало предположить, альбом распродается такими же астрономическими тиражами, как и два предыдущих, а их песни возглавляют большинство хит-парадов. Следом за этим альбомом группа выпускает свой первый русскоязычный альбом под названием «Эта жизнь».
Переломным моментом в истории группы становится конфликт между «Сеторой» и Тароной Рекордз, происшедший в 2005 году по причине финансовых разногласий. В результате, группа расторгает контракт с компанией, также потеряв право как на обладание названием группы, так и на исполнение песен. Однако, участницы не падают духом. В 2006 году группа производит ребрендинг группы, взяв новое наименование «SeTanho» — сокращено от Setora Tanho, что значит единственная Сетора. В 2008 году уже «Сетанхо» выпускает свой альбом «Number 1», который также набирает большую популярность. Впоследствии под именем «Сеторы» выступает различный состав певиц, однако никакой из них так и не добился такого же успеха.
В 2009 году группа решает распасться. Возможной причиной могло быть желание Лайло построить сольную карьеру, которая к тому времени начинает выступать под псевдонимом Leyli. Такое решение подружки воспринимают болезненно, что и положило конец дальнейшей судьбе трио. Камила и Феруза решают продолжать работать в группе, посвятив этому песню «Ne bo’lsa ham» («Что бы ни было»), вышедшуюв 2012 году в дуэтном исполнении.
В 2015 году появляются новости о возможном возвращении группы на сцену. Официально об этом выступили двое участниц Лайло и Камила уже в 2016 году, объявив о возрождении группы «SeTanho», однако уже как дуэт. Премьера новой группы состоялась 15 декабря в ресторане «Мармарис» в Ташкенте, где они презентовали новый сингл «Rahmonim». Прибывшая осенью 2016 года Феруза Латипова помогает восстановить группу, и они втроем дают небольшие концерты в Ташкенте и Ташкентской области. На данный момент Феруза продолжает проживать в США, при этом оставаясь полноценным членом команды и ведя творческую деятельность удаленно. В апреле 2017 году новый дуэт «SeTanho» совершил гастроли в Андижан, Наманган и Фергану, однако без участия Ферузы.
В январе 2018 года группе удается вернуть себе свое прежнее имя «Сеторы». Об этом участницы заявили на одной из передач телеканала MTV. Основная деятельность дуэта в настоящее время сконцентрирована в основном на возвращении прежней утерянной популярности: девушки в основном по-новому исполняют старые песни, создавая к ним ремиксы в дуэтном исполнении. Так, Камила и Лайло уже выпусктила ремиксы к песням «Rahmonim» (2016), «Ohim» (2020) и другим.

## Попытки возродить группу «Сетора»
После того, как в 2005 году Феруза, Камила и Лайло теряют право выступать под именем Сетора, компания Тарона Рекодз пытается возродить группу заново. Несмотря на неоднократные попытки компании собрать все новые составы исполнителей, им так и не удалось вернуть ту славу, которую завоевала «легендарная» Сетора.

### Первый состав группы (2005 год)
Первый состав группы был уже сформирован в том же 2005 году, когда и произошел конфликт между компанией и Сеторой. Кастинг отбора проходил исходя из строгого фейс-контроля. Поэтому отобранные кандидаты все были либо участницами, либо победителями конкурса красоты. В группу вошли Малика Шермухаммедова, Нилуфар Отабекова и Ризвонгул Абдурасулова. Вместе группа успевает записать 11 песен и сняться в трех клипах. Из них:
- песня «Kechirdim» и клип к ней;
- снимают клип к песне «Sen mening»;
- снимают клип к песне «Bilaman»;
- снимают клип к песне «Jon Jon»;
- снимают клип к песне «Sen unga ishonma».

Малика Шермухаммедова — родилась 27 апреля 1984 года в Ташкенте. Окончила Ташкентский государственный институт востоковедения. После того, как покинула группу, начала исполнять песни под псевдонимом «Малика».
Нилуфар Отабекова — родилась 31 июля 1983 года. Окончила Ташкентский государственный экономический университет. Является участницей конкурса «Мисс Узбекистана» в 2001—2002 годах. В настоящее время имеет сольную карьеру под псевдонимом «Нилуфар».
Ризвонгул Абдурасулова — родилась 1 октября 1982 года. Окончила Ташкентский государственный институт искусств. Является победительницей конкурса «Мисс Узбекистана» в 2000 году. В настоящее время исполняет песни под псевдонимом «Ризвонгул».

### Второй состав группы (2005—2007 годы)
Однако, за три дня до запланированного концерта 26-27 ноября в концертном зале «Xalqlar Do’stligi» (рус. Дружба Народов), Малика Шермухаммедова серьезно заболевает. Компания в срочном порядке находит ей замену (Шахзоду Бутаева) и успевает за три дня подготовить новую участницу, чем были также удивлены и зрители, ожидавшие увидеть совсем иной состав. На протяжении двух лет в группе теперь выступают Нилуфар Отабекова, Ризвонгул Абдурасулова и Шахзода Бутаева.
Шахзода Бахтияровна Бутаева — родилась 28 апреля 1984 года в Ташкенте. Окончила Ташкентский эстрадно-цирковой колледж, а также Ташкентский государственный институт востоковедения. В настоящее время исполняет песни под псевдонимом «Замзара».

### Третий состав группы (2007—2012 годы)
Однако новый состав также просуществовал недолго. В 2007 году состав группы опять меняется. В этот раз компания решает делать основной упор при отборе на одаренности исполнителей. По результатам кастинга из прежнего состава остается только Шахзода Бутаева, к которой присоединяются Нигора Нишонова Садыковна и Малика Исроилова Хотамджановна. Группа была полностью рассформирована в мае 2012 года. Возможно, девушкам так и не удалось оправдать возложенные на них надежды. В этом составе девушки выпускают такие работы:
- песню"Ayt";
- песню «Hijron»;
- песню «Sabr ila yasha»;

Нигора Нишонова Садыковна — родилась 24 февраля 1987 года в Латвии, однако корнями уходит в Фергану. Окончила музыкальный колледж имени Хамзы, а также Ташкентский государственный институт искусств.
Малика Исроилова Хотамджановна — родилась 16 января 1987 года в Ташкенте. Закончила музыкальную школу. Окончила музыкальный колледж имени Хамзы, а также Государственную консерваторию Узбекистана по направлению эстрадного искусства.

### Четвертый состав группы (2012—2016 годы)
В 2012 году компания Тарона Рекордз набирает совершенно новый состав группы Сетора. В нее вошли Азиза Низомова Фарход кизи, Гузаль Бурханова и Самира Мухамедова. За время своего существования группа группа записывает множество песен и выпускает альбом «Bu yurak»:
- песню «Ne qilay» и клип к ней.
- песню «Ayla»;
- песню «Fantazia»;
- песню «Begona» и клип к ней;
- песню «Барын Кеширем» (на казахском) и клип к ней;
- песню «Bu yurak» и клип к ней.

Особой фигурой этого состава Сеторы явилась Азиза. Обладая сильным вокальным голосом, Азиза была чуть ли самой важной составляющей при записи песен многих певцов компании Тарона Рекордз. Именно по этой причине, компания решает включить ее в состав группы, желая сохранить ее расположение. Кроме того, певица также участвует одна в конкурсе «Тюрквидение» в Казани в 2014, а не в составе группы.
Азиза Низомова Фарход кизи — родилась 21 октября 1991 года в Ташкенте. Обучалась в музыкальной школе искусств по классу фортепиано. Закончила Республиканский специализированный музыкальный лицей имени В.А Успенского по классу хоровое дирижирование. Окончила Государственную Консерваторию Узбекистана по направлению эстрадного вокала. В настоящее время является солисткой ансамбля Министерства Обороны Республики Узбекистан.
Гузаль Бурханова — родилась 3 марта 1987 года. Окончила юридический колледж. Занимается хореографией и танцами.
Самира Мухамедова — родилась 17 октября 1994 года в Ташкенте. Окончила лицей при Ташкентском государственном университете мировых языков.

## Состав «легендарной» группы Сетора (1998—2005; 2018-настоящее время)
- Лайло Галиева — родилась 28 июня 1978 года в г. Ташкенте. Закончила Ташкентскую музыкальную школу им. Р. М. Глиера. Окончила Государственную консерваторию Узбекистана по направлению теории музыки. Обладательница звания «Заслуженная артистка Узбекистана»[19], получила президентскую премию «Нихол». В 2003 году родила сына Амира. В 2017 году вышла повторно замуж за певца Шерзодбека, от которого родила дочь Салму (14 февраля 2018 года)[20]. С 2009 по 2016 годы вела сольную деятельность под псевдонимом Leyli.
- Камила Ходжаева — Родилась 4 декабря 1978 года в г. Ташкенте. Закончила Ташкентскую музыкальную школу им. Р. М. Глиера. Окончила Государственную консерваторию Узбекистана по направлению дирижерства, а также Женевскую школу бизнеса (Geneva Business School). Обладательница звания «Заслуженная артистка Узбекистана»[19], получила президентскую премию «Нихол». На данный момент управляет консалтинговым агентством «Pro Education». Состояла в браке с певцом Ильхомом Юлчиевым (знаменит под псевдонимом DJ Piligrim), от которого певица родила сына Исома.
- Феруза Латипова Махкамовна (урождённая Мирзайдинова) — Родилась 14 октября 1978 года в г. Ташкенте. Закончила Ташкентскую музыкальную школу им. Р. М. Глиера. В 2002 году награждена званием «Заслуженная артистка Узбекистана»[21], получила президентскую премию «Нихол». На данный момент ведет свою творческую деятельность в США. Состояла два раза в браке. От первого брака родила сына Далера. От второго брака, в котором она находится в настоящее время, родила дочь Сетору (в честь группы).

## Дискография

### Альбомы, выпущенные под именем «Setora»
| №                   | Название            | Длительность |
| ------------------- | ------------------- | ------------ |
| 1.                  | «Yonma»             |              |
| 2.                  | «Senjonim»          |              |
| 3.                  | «Sen bo'lmasang»    |              |
| 4.                  | «Qaytgin»           |              |
| 5.                  | «Ohim»              |              |
| 6.                  | «Bitta o'zim»       |              |
| 7.                  | «Sog'inaman»        |              |
| 8.                  | «Dunyo»             |              |
| 9.                  | «Yosh to'kma osmon» |              |
| 10.                 | «Sevgi qaydasan»    |              |
| 11.                 | «Yo'q demagin»      |              |
| 12.                 | «Zina ma zina»      |              |
| Общая длительность: | Общая длительность: | 54:34        |

| №                   | Название                           | Длительность |
| ------------------- | ---------------------------------- | ------------ |
| 1.                  | «Vafodoring»                       |              |
| 2.                  | «Sen borsan»                       |              |
| 3.                  | «Yor Yor»                          |              |
| 4.                  | «Qarama 2»                         |              |
| 5.                  | «Sevgini asra»                     |              |
| 6.                  | «Ona mo'tabar»                     |              |
| 7.                  | «Ты далеко»                        |              |
| 8.                  | «Bu oqshom»                        |              |
| 9.                  | «Vah-Vah»                          |              |
| 10.                 | «Vafodoring» (на таджикском языке) |              |
| 11.                 | «Yolg'izlik»                       |              |
| 12.                 | «Qarama»                           |              |
| 13.                 | «Ohim» (Remix)                     |              |
| 14.                 | «А на востоке...»                  |              |
| Общая длительность: | Общая длительность:                | 1:02:28      |

| №                   | Название                                         | Длительность |
| ------------------- | ------------------------------------------------ | ------------ |
| 1.                  | «Учкудук»                                        |              |
| 2.                  | «Фаетон»                                         |              |
| 3.                  | «Художник»                                       |              |
| 4.                  | «Ты есть»                                        |              |
| 5.                  | «Это жизнь»                                      |              |
| 6.                  | «Ты потерял»                                     |              |
| 7.                  | «Ты далеко»                                      |              |
| 8.                  | «На востоке»                                     |              |
| 9.                  | «Бригантина»                                     |              |
| 10.                 | «Ты далеко»                                      |              |
| 11.                 | «Новый год»                                      |              |
| 12.                 | «Уходи»                                          |              |
| 13.                 | «Счастье мое»                                    |              |
| 14.                 | «Hayr maktabim» (совместно с Равшаном Собировым) |              |
| 15.                 | «Navro'z»                                        |              |
| Общая длительность: | Общая длительность:                              | 1:00:48      |

| №                   | Название                                | Длительность |
| ------------------- | --------------------------------------- | ------------ |
| 1.                  | «Kechir sevgi»                          |              |
| 2.                  | «Muhabbat yoki o'lim»                   |              |
| 3.                  | «Qora»                                  |              |
| 4.                  | «Ajdodlar ruhi»                         |              |
| 5.                  | «Это жизнь»                             |              |
| 6.                  | «Ranjima»                               |              |
| 7.                  | «Yomg'ir»                               |              |
| 8.                  | «Ты потерял»                            |              |
| 9.                  | «Qaysar» (сольное исполнение Камилы)    |              |
| 10.                 | «Nechun» (сольное исполнение Лайло)     |              |
| 11.                 | «Bahtimsan» (сольное исполнение Ферузы) |              |
| 12.                 | «Hayot aylanar»                         |              |
| 13.                 | «Deliman»                               |              |
| 14.                 | «Kuz»                                   |              |
| 15.                 | «O'zbegim»                              |              |
| Общая длительность: | Общая длительность:                     | 1:00:48      |

| №                   | Название                                | Длительность |
| ------------------- | --------------------------------------- | ------------ |
| 1.                  | «Ayirmagin»                             |              |
| 2.                  | «Ne bo'lar»                             |              |
| 3.                  | «Dugona» (совместно с Севарой Назархан) |              |
| 4.                  | «Senga»                                 |              |
| 5.                  | «Hammasi tamom»                         |              |
| 6.                  | «Elim»                                  |              |
| 7.                  | «Новый год»                             |              |
| 8.                  | «Ruhlar yashar»                         |              |
| 9.                  | «Bibixonim»                             |              |
| 10.                 | «Navro'z»                               |              |
| 11.                 | «Aytolmasman»                           |              |
| 12.                 | «Ona mehri»                             |              |
| 13.                 | «Tabe Tu»                               |              |
| Общая длительность: | Общая длительность:                     | 48:17        |

| №                   | Название                      | Длительность |
| ------------------- | ----------------------------- | ------------ |
| 1.                  | «Setora»                      |              |
| 2.                  | «Zamon»                       |              |
| 3.                  | «O'tgan o'tdi»                |              |
| 4.                  | «Kel»                         |              |
| 5.                  | «Zamon» (на таджикском языке) |              |
| 6.                  | «Bayram»                      |              |
| 7.                  | «Aytolmasman» (Remix)         |              |
| 8.                  | «Bilolmading»                 |              |
| 9.                  | «Ey qaxri qattiq»             |              |
| 10.                 | «Bekonmayman»                 |              |
| 11.                 | «Hayr Endi»                   |              |
| Общая длительность: | Общая длительность:           | 45:49        |

| №                   | Название                           | Длительность |
| ------------------- | ---------------------------------- | ------------ |
| 1.                  | «Omon bo'l»                        |              |
| 2.                  | «Yolg'on»                          |              |
| 3.                  | «Hayol»                            |              |
| 4.                  | «Bu go'zal olam»                   |              |
| 5.                  | «Afsus»                            |              |
| 6.                  | «Hiylagar ayol»                    |              |
| 7.                  | «Hammasi tamom»                    |              |
| 8.                  | «Sezimde kaitem tulagan»           |              |
| 9.                  | «Orzu» (совместно с группой Sahar) |              |
| 10.                 | «Olib ketgin»                      |              |
| 11.                 | «Arusaki»                          |              |
| 12.                 | «Ililla Yor»                       |              |
| 13.                 | «Ey Sanam»                         |              |
| 14.                 | «Hayotim»                          |              |
| Общая длительность: | Общая длительность:                | 59:47        |

| №                   | Название             | Длительность |
| ------------------- | -------------------- | ------------ |
| 1.                  | «Jon Jon»            |              |
| 2.                  | «Sen unga ishonma»   |              |
| 3.                  | «Unutolmadim»        |              |
| 4.                  | «Ishongim Yo'q»      |              |
| 5.                  | «Hayolan»            |              |
| 6.                  | «Kechir sevgi»       |              |
| 7.                  | «Vafodoring»         |              |
| 8.                  | «Omon bo'l»          |              |
| 9.                  | «Ililla Yor»         |              |
| 10.                 | «O'zing»             |              |
| 11.                 | «Hor etmang sevgini» |              |
| Общая длительность: | Общая длительность:  | 36:04        |

### Альбомы, выпущенные под именем «SeTanho»
| Название            | Информация                              | Примечание |
| ------------------- | --------------------------------------- | --- |
| Number 1            | - Релиз: 2007 - Формат: Компакт-кассета | \| № \| Название \| Длительность \| \| ------------------- \| ------------------------------------- \| ------------ \| \| 1. \| «Ajdodlar ruhi» \| \| \| 2. \| «Aytgin sen» \| \| \| 3. \| «Yoshlik» (совместно с Botir Komilov) \| \| \| 4. \| «Deliman» (Funk Remix) \| \| \| 5. \| «Jonim» \| \| \| 6. \| «Eshagim» \| \| \| 7. \| «Eshitmaydi» \| \| \| 8. \| «Hayot» \| \| \| 9. \| «Intizor» \| \| \| 10. \| «Men uchaman» \| \| \| 11. \| «Mo'tabar» \| \| \| 12. \| «Qoch-qoch» \| \| \| 13. \| «Sen mening» \| \| \| 14. \| «Sen o'zing» \| \| \| 15. \| «To'y-to'y» \| \| \| 16. \| «To'ylar muborak» \| \| \| 17. \| «Yangi yil» \| \| \| 18. \| «Yasmin» \| \| \| 19. \| «Yayra, O'zbekiston» \| \| \| 20. \| «Yolg'on» \| \| \| 21. \| «Yonadi» \| \| \| Общая длительность: \| Общая длительность: \| 1:19:31 \| |
| №                   | Название                                | Длительность |
| 1.                  | «Ajdodlar ruhi»                         | |
| 2.                  | «Aytgin sen»                            | |
| 3.                  | «Yoshlik» (совместно с Botir Komilov)   | |
| 4.                  | «Deliman» (Funk Remix)                  | |
| 5.                  | «Jonim»                                 | |
| 6.                  | «Eshagim»                               | |
| 7.                  | «Eshitmaydi»                            | |
| 8.                  | «Hayot»                                 | |
| 9.                  | «Intizor»                               | |
| 10.                 | «Men uchaman»                           | |
| 11.                 | «Mo'tabar»                              | |
| 12.                 | «Qoch-qoch»                             | |
| 13.                 | «Sen mening»                            | |
| 14.                 | «Sen o'zing»                            | |
| 15.                 | «To'y-to'y»                             | |
| 16.                 | «To'ylar muborak»                       | |
| 17.                 | «Yangi yil»                             | |
| 18.                 | «Yasmin»                                | |
| 19.                 | «Yayra, O'zbekiston»                    | |
| 20.                 | «Yolg'on»                               | |
| 21.                 | «Yonadi»                                | |
| Общая длительность: | Общая длительность:                     | 1:19:31 |

### Синглы, не вошедшие ни в один из альбомов
| Год  | Название                                     | Длительность | Сценическое имя группы      | Лейбл              |
| ---- | -------------------------------------------- | ------------ | --------------------------- | ------------------ |
|      | «Samarqand»                                  | 3:22         | «SeTanho»                   |                    |
| 2007 | «Hayotimdasan» (сольное исполнение Ферузы)   | 3:24         | «SeTanho»                   |                    |
| 2009 | «Rahmani»                                    | 4:52         | «SeTanho»                   |                    |
| 2009 | «Seni dani»                                  |              | «SeTanho»                   |                    |
| 2009 | «Qora ko’zlaring»                            | 4:27         | «SeTanho»                   |                    |
| 2009 | «Singlim»                                    | 3:30         | «SeTanho»                   |                    |
| 2009 | «Лети»                                       | 4:02         | «SeTanho»                   |                    |
| 2012 | «Ne boʻlsa ham»                              | 3:58         | «SeTanho» (Камила и Ферузы) |                    |
| 2017 | «Rahmonim» (Remix к песни «Rahmani»)         | 3:29         | «SeTanho» (Камила и Лайло)  |                    |
| 2017 | «Sen uchun» (совместно с O’ktam Hakimov)     | 3:22         | «SeTanho»                   |                    |
| 2018 | «Senga + Qarama» (совместно с группой Oasiz) | 4:45         | «SeTanho»                   |                    |
| 2018 | «Sen borsan» (совместно с DJ Ochil)          | 3:22         | «Setora»                    |                    |
| 2019 | «Yaxshilik»                                  | 3:28         | «Setora»                    | Maestro Production |
| 2020 | «Ohim»                                       | 4:10         | «Setora» (Камила и Лайло)   |                    |

## Видеография

### Видеоклипы
| Год  | Клип                                                          | Режиссёр                | Альбом       | Наименование группы |
| ---- | ------------------------------------------------------------- | ----------------------- | ------------ | ------------------- |
| 2000 | «Sen borsan»                                                  | Дмитрий Коробкин        | «Sen borsan» | «Setora»            |
|      | «Vafodoring»                                                  | Bahodir Yo’doshev       | «Sen borsan» | «Setora»            |
|      | «Yolgʻizlik»                                                  |                         | «Sen borsan» | «Setora»            |
|      | «Yonma»                                                       |                         | «Ohim»       | «Setora»            |
|      | «Ohim»                                                        |                         | «Ohim»       | «Setora»            |
|      | «Yoʻq demagin»                                                |                         | «Ohim»       | «Setora»            |
| 2001 | «Это жизнь»                                                   |                         | «Это жизнь»  | «Setora»            |
|      | «Ты потерял»                                                  |                         | «Это жизнь»  | «Setora»            |
|      | «Ты далеко»                                                   |                         | «Это жизнь»  | «Setora»            |
|      | «Новый год»                                                   |                         | «Это жизнь»  | «Setora»            |
|      | «Xayr, maktabim» (совместно с Равшаном Собировым)             | Bahodir Yo’doshev       | «Это жизнь»  | «Setora»            |
|      | «Qora, qora»                                                  |                         | «Qora»       | «Setora»            |
|      | «Ajdodlar ruhi»                                               | Bahodir Yoʻldoshev      | «Qora»       | «Setora»            |
|      | «Oʻzbegim»                                                    |                         | «Qora»       | «Setora»            |
|      | «Bibixonim»                                                   |                         | «Ayirmagin»  | «Setora»            |
|      | «Ayirmagin»                                                   |                         | «Ayirmagin»  | «Setora»            |
|      | «Ne boʻlar»                                                   |                         | «Ayirmagin»  | «Setora»            |
| 2003 | «Kel»                                                         |                         | «Xayr Endi»  | «Setora»            |
|      | «Xayr endi»                                                   |                         | «Xayr Endi»  | «Setora»            |
| 2004 | «Hayotim»                                                     |                         | «Hayotim»    | «Setora»            |
| 2005 | «Bilaman»                                                     |                         | «Jon Jon»    | «Setora»            |
| 2005 | «Jon—jon»                                                     | Ice TIM (Temur Qodirov) | «Jon Jon»    | «Setora»            |
| 2006 | «Hayolan»                                                     |                         | «Jon Jon»    | «Setora»            |
| 2007 | «Yoshlik» (совместно с Батыром Комиловым, узб. Botir Komilov) |                         | «Number 1»   | «SeTanho»           |
|      | «Yasmin»                                                      |                         | «Number 1»   | «SeTanho»           |
|      | «Samarqand»                                                   |                         | Сингл        | «SeTanho»           |
| 2008 | «Ne bo’lsa ham»                                               |                         | Сингл        | «SeTanho»           |
|      | «Rahmani»                                                     |                         | Сингл        | «SeTanho»           |
| 2007 | «Qora ko’zlaring»                                             |                         | Сингл        | «SeTanho»           |
| 2017 | «Rahmonim»                                                    |                         | Сингл        | «SeTanho»           |
| 2018 | «Fara Fira»                                                   | Javlon Turdixo'jayev    | Сингл        | «SeTanho»           |

### Фильмы
| Год  | Фильм                 | Режиссёр       |
| ---- | --------------------- | -------------- |
| 2006 | «Sen meni sevasanmi?» | Сахиб Аббасхан |

## Премии и награды
| Год  | Премия                                           | Номинация | Номинированная работа          | Результат |
| ---- | ------------------------------------------------ | --- | ------------------------------ | --------- |
| 2000 | Тарона                                           | Лучшая современная эстрадная музыкальная группа года                                                                                                  | «Setora»                       | Победа    |
| 2000 | Тарона                                           | Песня года | Песня «Sen borsan»             | Победа    |
| 2000 | Президентская премия «Нихол»                     | Исполнитель эстрадной песни | «Setora»                       | Победа    |
| 2001 | Тарона                                           | Лучший музыкальный альбом | Альбом «Qora»                  | Победа    |
| 2002 | Тарона                                           | Лучший музыкальный альбом | Альбом «Ayirmagin»             | Победа    |
| 2002 | Почетное звание «Заслуженный артист Узбекистана» | За весомый вклад в рост духовности и культуры, учитывая их всенародное признание и уважение, завоеванные своим творчеством в области эстрадной музыки | Феруза Латипова                | Победа    |
| 2004 | Почетное звание «Заслуженный артист Узбекистана» | За весомый вклад в рост духовности и культуры, учитывая их всенародное признание и уважение, завоеванные своим творчеством в области эстрадной музыки | Камила Хаджаева, Лайло Галиева | Победа    |
| 2006 | Тарона                                           | Лучшая современная эстрадная музыкальная группа года                                                                                                  | «Setora»                       | Номинация |
| 2007 | Тарона                                           | Лучшая группа года | «Setora»                       | Победа    |
|      | Садо                                             | | «Setora»                       |           |
|      | Замин                                            | | «Setora»                       |           |
|      | Наво                                             | | «Setora»                       |           |